# Susan Lucci

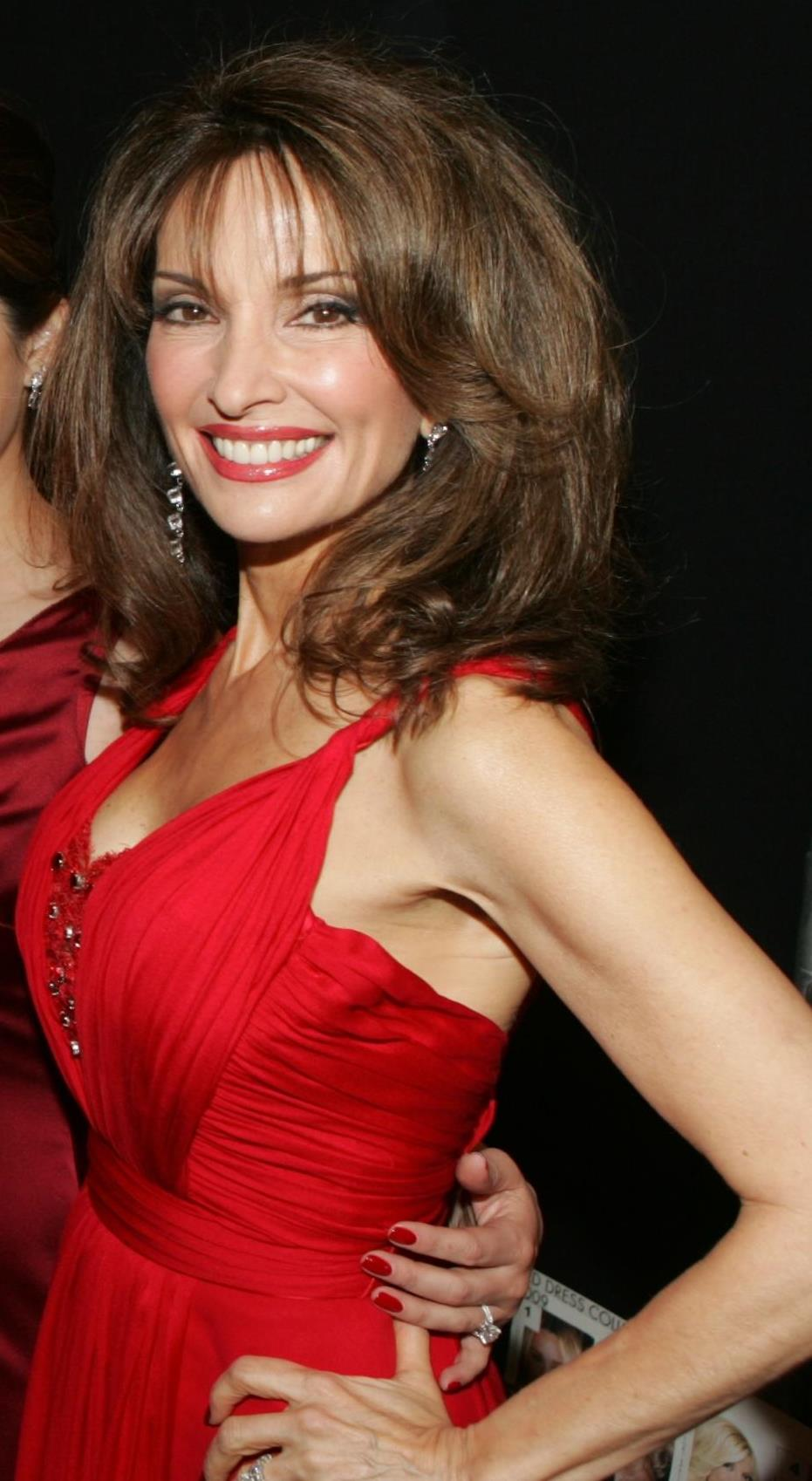
Susan Lucci (2009)

Susan Victoria Lucci (* 23. Dezember 1946 in Scarsdale, Westchester County, New York) ist eine US-amerikanische Schauspielerin.

## Leben

### Kindheit und Jugend
Lucci, die einen italienischen Vater und eine schwedische Mutter hat, wuchs in Garden City auf, wo sie 1964 an der Garden City High School ihren Abschluss machte. Danach schrieb sie sich an der Fordham University ein, wo sie 1968 am dort privaten Marymount College graduierte. 1969 begann ihre Karriere als Schauspielerin, als sie eine kleine Nebenrolle in der Filmkomödie Goodbye, Columbus übernahm.

### Karriere
Ab 1970 stand Lucci in der Rolle der Erica Kane in der Seifenoper All My Children vor der Kamera. Sie spielte diese Rolle regelmäßig bis zur Einstellung der Serie im Jahr 2011 und galt als eines der Aushängeschilder der Serie. Sie war spätestens seit den frühen 1990er-Jahren auch als eine der bestbezahlten US-Schauspielerinnen in Fernseh-Seifenopern, da sie über eine Million US-Dollar pro Jahr verdiente. Bis 2002 wurde sie 21 Mal für den Fernsehpreis Daytime Emmy Award nominiert, erhielt ihn aber nur 1999. Auch war sie für die Serie für weitere Preise wie den Gracie Allen Award und den Soap Opera Digest Award nominiert.
Sie stand für zahlreiche andere Fernsehserien vor der Kamera, darunter 1983 in Fantasy Island und zwischen 1990 und 1991 in sechs Episoden von Dallas. Im Herbst 2008 nahm sie an Dancing with the Stars teil. Sie erreichte mit ihrem Partner, dem Profitänzer Tony Dovolani, den sechsten Platz von 13 Kandidaten. Von 2010 bis 2012 spielte Lucci in einigen Folgen der Comedyserie Hot in Cleveland sich selbst. Von 2013 bis 2016 übernahm sie in der Lifetime-Fernsehserie Devious Maids – Schmutzige Geheimnisse eine der Hauptrollen.
Parallel zu ihrer Karriere als Schauspielerin machte sie sich auch als Unternehmerin einen Namen. 1991 kam ihre eigene Haarpflegekollektion auf den Markt, gefolgt von LaLucci, ein nach ihr benanntes Parfüm. 2001 kam mit Susan eine eigene Schmuckkollektion in den Fachhandel, und 2003 war sie mit einer Hautcreme für reifere Damen ebenfalls erfolgreich.

### Privatleben
Susan Lucci war von September 1969 bis zu dessen Tod im März 2022 mit dem aus Österreich stammenden Unternehmer und Filmproduzenten Helmut Huber verheiratet. Sie haben zwei Kinder; Tochter Liza Huber ist ebenfalls als Schauspielerin tätig.
Für ihre Verdienste um die Stadt New York City erhielt sie aus der Hand des ehemaligen Bürgermeisters Rudy Giuliani den Key to the City, also den Schlüssel der Stadt. Zudem wurde sie mit der Ellis Island Medal of Honor geehrt. Sie ist Mitglied der Republikanischen Partei. Im Januar 2005 erhielt sie einen Stern auf dem Hollywood Walk of Fame.

## Filmografie (Auswahl)
- 1969: Zum Teufel mit der Unschuld (Goodbye, Columbus)
- 1969: Ich, Natalie (Me, Natalie)
- 1970–2011: All My Children (Fernsehserie, regelmäßige Rolle)
- 1982: Küss mich, Doc (Young Doctors in Love)
- 1982: Love Boat (Fernsehserie, Folge  The Groupies/The Audition/Doc's Nephew)
- 1983: Fantasy Island (Fernsehserie, Folge The Songwriter/Queen of the Soaps)
- 1984: Exit – Ausgang ins Nichts (Invitation to Hell, Fernsehfilm)
- 1984: Ein Colt für alle Fälle (The Fall Guy; Fernsehserie, Folge Stranger Than Fiction)
- 1986: Anastasia (Anastasia: The Mystery of Anna, Fernseh-Miniserie)
- 1987: Im Spiegel lauert der Tod (Haunted by Her Past, Fernsehfilm)
- 1990: Braut in Schwarz (The Bride in Black, Fernsehfilm)
- 1990–1991: Dallas (Fernsehserie, 6 Folgen)
- 1991: Nackte Sünde (The Woman Who Sinned, Fernsehfilm)
- 1993: Der Preis der Lust (Between Love and Hate, Fernsehfilm)
- 1994: Blut auf schwarzer Seide (French Silk, Fernsehfilm)
- 1995: Eine unmoralische Verführung (Seduced and Betrayed, Fernsehfilm)
- 1995: Ebbies Weihnachtsgeschichte (Ebbie, Fernsehfilm)
- 1998: Blut an ihren Händen (Blood on Her Hands, Fernsehfilm)
- 2004: Hope and Faith (Fernsehserie, 2 Folgen)
- 2005: Raven blickt durch (That's So Raven; Fernsehserie, Folge The Big Buzz)
- 2010–2014: Hot in Cleveland (Fernsehserie, 6 Folgen)
- 2012: Army Wives (Fernsehserie, 3 Folgen)
- 2013–2016: Devious Maids – Schmutzige Geheimnisse (Devious Maids; Fernsehserie, 49 Folgen)
- 2015: Joy – Alles außer gewöhnlich (Joy)